# IC 2535
IC 2535 је спирална галаксија у сазвјежђу Мали лав која се налази на листи објеката дубоког неба у Индекс каталогу.
Деклинација објекта је + 38° 0' 24" а ректасцензија 10h 4m 31,7s. Привидна величина (магнитуда) објекта IC 2535 износи 13,8 а фотографска магнитуда 14,6. IC 2535 је још познат и под ознакама MCG 6-22-65, CGCG 182-70, NPM1G +38.0186, KUG 1001+382, PGC 29222.